# Bernard McNally
Bernard Anthony McNally (Shrewsbury, 17 febbraio 1963) è un ex calciatore nordirlandese, di ruolo centrocampista.

## Palmarès

### Club

#### Competizioni nazionali
- Coppa del Galles: 2

Shrewsbury Town: 1983-1984, 1984-1985